# Messena punctifera
Messena punctifera är en insektsart som först beskrevs av Walker 1851.  Messena punctifera ingår i släktet Messena och familjen Eurybrachidae. Inga underarter finns listade i Catalogue of Life.